# 新加坡金鷹集團
新加坡金鷹集團（Royal Golden Eagle，舊稱Raja Garuda Mas），是一個新加坡控股公司，旗下有紙漿、棕櫚油、建設、及能源等企業。集團董事長是陳江和，也是2008年的印尼首富。
金鹰集团总资产超过150亿美元，在全球范围有员工5万余人。集团业务发展覆盖多个领域：制浆和造纸 （ 亚太资源集团），种植业（亚洲种植集团），溶解浆和粘胶纤维（赛得利控股有限公司）和能源资源开发（太平洋油气）。
2010年4月，亚太资源集团被卷入了有关苏门答腊当地森林使用的对话性争端，导致公司退出了“森林管理委员会”。2011年9月，富士施乐停止销售由亚太资源生产的纸张。但是公司否认投诉的内容，并坚称公司始终坚持履行能够减少气候变化并推动社会持续发展的生产实践。

## 旗下企業

### Asian Agri
Asian Agri 是一個棕櫚油公司，根據2009年的富比士雜誌報導，在2002到2005年間，該公司因嚴重逃漏稅被調查。公司否認一切違法行為，此案件到2009年仍在審理中。根據人權觀察報導，印尼時間雜誌因為報導Asian Agri逃稅之事而被雅加達法院判決妨害名譽有罪。

### 亞太資源集團
亞太資源集團（Asia Pacific Resources International Holdings Ltd, APRIL）旗下有纖維植物種植業的開發及紙漿工廠，總部位於新加坡，在印尼及中國都有設廠。

### 太平洋油氣有限公司
太平洋油氣有限公司（Pacific Oil&Gas）是金鷹集團旗下最新的公司。

## 批判

### 雨林
雨林行動組織認為金鷹集團旗下的亞太資源集團和金光集團旗下的兩個子公司是印尼熱帶雨林消失的主因之一。他們砍伐雨林好種植適合提煉紙漿的金合歡。印尼80%的紙和紙漿是由亞太資源集團及金光集團製造供應的。

## 引用
1. 1 2  Indonesia's 40 Richest #8 Sukanto Tanoto （页面存档备份，存于） Forbes 12.02.09,  In September renamed his conglomerate RGE (Royal Golden Eagle), apparently to give it a more contemporary image
2. ↑  World report 2009, Human Rights Watch, page 263
3. ↑  Indonesia's 40 Richest （页面存档备份，存于） #16 Sukanto Tanoto
4. ↑  APP and APRIL: Indonesia’s Leaders in Climate and Rainforest Destruction 的存檔，存档日期2011-10-15. updated September 23, 2011